# 中密度繊維板

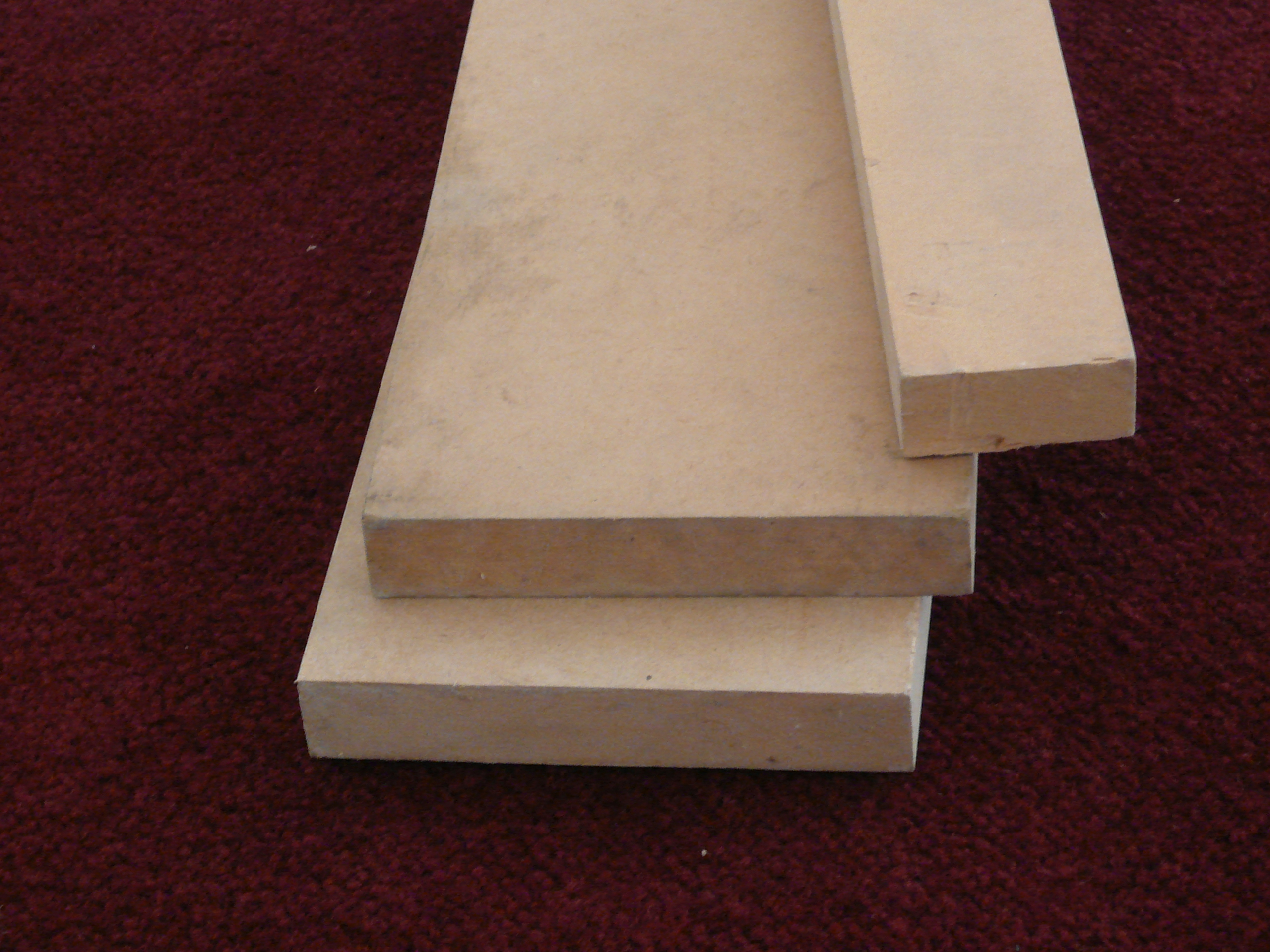
中密度繊維板の一例

中密度繊維板（ちゅうみつどせんいばん）は木質繊維を原料とする成型板（ファイバーボード）の一種。 MDF（medium-density fiberboard）と略称され、JIS A 5905が定める規格では、木材などの植物繊維を原料とし、ドライプロセスによって製造される繊維板（ファイバーボード）のうち、密度が0.35 g/cm3 以上のものをいう。中質繊維板とも呼ばれる。
木材チップを蒸煮・解繊したものに接着剤となる合成樹脂を加え板状に熱圧成型したものである。同じ木材チップ材を原料とするパーティクルボードや配向性ストランドボード（OSB）に比べて構成要素（セグメント）が小さく、表面だけでなく木口部分も平滑である。
木材の様に軽量で高い加工性を持ち、かつ、木材特有の反りや乾燥割れなどの癖が少なく、均質で極めて安価である。反面、木材やパーティクルボードに比べ裁断が細かく粉状にまで粉砕するため、一般的な製品では、木材がもともと持っていた抵抗力が失われ、水や湿気に弱く表面処理を行わないとカビやすい。しかしながら、接着剤の種類、木材チップの樹種、密度の3つの要素を組み合わせることによって様々なタイプのMDFを作ることができ、リサイクル素材による簡易、安価なものから、高い耐水性と防蟻性を持ち木造住宅の耐力壁に使用可能な強度を確保しているものまで、バリエーションの範囲は広い。
主な樹種は、ラワン、ラジアータパイン（マツの一種）、カラマツ、スギ、あるいはリサイクル素材など。接着剤にはユリア系接着剤、メラミンユリア、イソシアネート系等があり耐水性を持たせることも出来る。
用途は、構造材としての強度を必要とせず、木材としての厚みだけを要求されるような、家具類が主体である。たとえば、家具の扉、側板、背板、住宅設備機器の扉、カーテンボックスなどの造作材、スピーカーのキャビネット、カラーボックスなどである。その多くは、断熱性・遮音性・重量など、厚みのある木材を要求される用途である。
なお、MDFよりも低密度の繊維板はインシュレーションボード、高密度のものはハードボードと呼ばれているが、JIS規格では、密度とともに製造方法も区別の条件に加えている。